# Parco nazionale di Shey-Phoksundo
Il parco nazionale di Shey-Phoksundo (Nepalese: शे-फोकसुण्डो She-Phoksundo) è il più grande e unico parco nazionale trans-himalayano del Nepal. È stato istituito nel 1984 e copre un'area di 3.555 km2 nei distretti di Ḍolpā e Mugu nella Regione di Sviluppo del Medio Occidente, in Nepal. L'area protetta si estende in elevazione da 2.130 m a 6.885 m. Il Lago Phoksundo è la caratteristica principale del parco, situato a un'altitudine di 3.612 m.
La sede del parco è a Palam, nel distretto di Ḍolpā.

## Territorio
Il parco di Shey-Phoksundo offre una varietà di paesaggi spettacolari e ranghi tra i parchi montani più scenici del mondo. Gran parte del parco si trova a nord della cresta dell'Himalaya. Le altitudini variano da 2.130 m nel sud-est vicino ad Ankhe a 6.883 m sulla cima del Kanjiroba Himal, che si trova sul bordo meridionale dell'altopiano tibetano. Il lago Phoksundo si trova ad un'altitudine di 3660 m nella parte alta del fiume Suligad. È circondato da ghiacciai ed è famoso per il suo magnifico colore turchese. Vicino allo sbocco del lago si trova la cascata più alta del paese.
Il lago Phoksundo ha una superficie d'acqua di 494 ettari ed è stato dichiarato Sito di Ramsar nel settembre 2007. Il lago è profondo fino a 145 m, misurato usando la tecnologia dell'eco-suono.
Il fiume Langu prosciuga l'altopiano del Dolpo situato a nord-est del parco. I fiumi Suligad e Jugdual formano il bacino meridionale che scorre a sud nel fiume Thuli Bheri.

## Clima
Abbracciando i versanti nord e sud della cresta dell'Himalaya, il parco sperimenta una vasta gamma climatica e si trova nella zona di transizione da un monsone dominato da un clima arido. Le precipitazioni annuali raggiungono i 1.500 mm al sud, mentre sui versanti settentrionali cadono meno di 500 mm di pioggia. La maggior parte delle precipitazioni si verifica durante il monsone da luglio a settembre. I massicci del Dhaulagiri e del Kanjiroba formano un'enorme barriera che impedisce alla maggior parte della pioggia di raggiungere l'area trans-himalayana. Gli inverni sono piuttosto severi con frequenti nevicate oltre i 2.500 m e temperature che rimangono sotto il congelamento sopra i 3.000 m durante gran parte dell'inverno.

## Flora
La flora che si trova all'interno del parco è estremamente varia. Le regioni settentrionali contengono aree sterili dell'Himalaya superiore. Le pendici trans-himalayane sono costituite da rododendri, arbusti di caragana, salix, ginepro, betulla bianca dell'Himalaya e occasionalmente l'abete bianco domina gli alti prati dell'Himalaya. Meno del cinque per cento del parco è boscoso, con gran parte di esso nella parte meridionale. La flora del Suligad Vally è composta da pino himalayano, pecci, tsuga, cedro, abete bianco, pioppo, rododendro e bambù. Il parco contiene anche 286 specie di importanza etnobotanica.

## Fauna
Il parco offre un habitat importante per le specie in via di estinzione tra cui il leopardo delle nevi, il lupo grigio, il cervo muschiato e le pecore blu. Si trovano nel parco anche goral, grandi pecore tibetane, tahr dell'Himalaya, leopardo indiano, sciacallo, orso nero dell'Himalaya e martora dalla gola gialla. Il parco ospita sei rettili e 29 specie di farfalle, tra cui la più alta farfalla volante del mondo, Paralasa nepalaica. Il parco offre l'habitat per oltre 200 specie di uccelli, come pernice tibetana, beccaccino dei boschi, cinciarella dalla gola bianca, prunella e carpodachnii.

## Cultura
Il parco contiene molti gompas e siti religiosi, molti dei quali sono stati rinnovati. Shey Gompa, la più famosa, fu fondata nell'XI secolo. Thashung Gompa situato vicino al lago Phoksundo è stato costruito circa 900 anni fa per conservare la fauna selvatica. Il villaggio di Ringmo, un tipico villaggio tibetano, è scenicamente immerso nel parco.
Il parco ospita oltre 9.000 persone e i loro villaggi sono tra i più alti insediamenti sulla terra. La popolazione locale è costituita da contadini di sussistenza che coltivano patate, grano saraceno, senape, fagioli e un po' di orzo; tengono anche del bestiame per cibo e lana. Scambiano con i tibetani per il sale e la lana. Il loro stile di vita è tipicamente tibetano. Molti di loro sono buddisti; le persone intorno alla zona di Phoksundo praticano il Bön. Ci sono gompas comunali nella maggior parte dei villaggi.